# Демоны короля
Демоны короля (англ. The King's Demons) — шестая и последняя серия двадцатого сезона британского научно-фантастического телесериала «Доктор Кто», состоящая из двух эпизодов, которые были показаны в период с 15 по 16 марта 1983 года.

## Сюжет
В 1215 году король Англии Иоанн Безземельный находится в замке сэра Ранольфа Фитцуильяма для сбора большего количества налогов, и когда лорд отказывается, оскорбляет его. Для защиты чести его сын Хью вызывает королевского чемпиона сэра Жиля Эстрама на поединок. Тот легко выигрывает, но казни мешает прибытие ТАРДИС. Король приветствует Доктора, Тиган и Турлоу как демонов и приглашает их ко двору.
Узнав дату, Доктор заключает, что король — самозванец, настоящий в Лондоне принимает присягу крестоносцев. Прибывший в замок сэр Джеффри де Лэйси, кузен сэра Ранольфа, подтверждает это. Жиль собирается его пытать во время королевского банкета как лжеца, но вмешивается Доктор. Кажется, королевский чемпион не тот, за кого себя выдает: это оказывается Мастер. Он сбегает на своей ТАРДИС, замаскированной под железную деву.
Король посвящает Доктора в новые чемпионы, и тот сбегает из замка. Тем временем Джеффри погибает от рук Мастера, а Доктор сталкивается с Королем и Мастером. Король оказывается Камелионом, оружием, найденным Мастером на Ксерифасе, который контролируется разумом и может принимать облик различных людей. Мастер собирался использовать его, чтобы свергнуть настоящего короля Иоанна и украсть Великую Хартию Вольностей. По меркам Мастера — небольшой план, но вредный для прогресса людей Земли. В битве Доктор захватывает контроль над Камелионом и крадет его на своей ТАРДИС. Тот принимает свою исходную форму и благодарит Доктора за помощь и спасение.

## Трансляции и отзывы
| Эпизод            | Дата показа  | Продолжительность | Телезрители (в миллионах) |
| ----------------- | ------------ | ----------------- | ------------------------- |
| «Часть 1»         | 1 марта 1983 | 24:48             | 5,8                       |
| «Часть 2»         | 2 марта 1983 | 24:27             | 7,2                       |
| [ 1 ] [ 2 ] [ 3 ] |              |                   |                           |